# Kevin Rüegg
Kevin Rüegg (sinh ngày 5 tháng 8 năm 1998) là một cầu thủ bóng đá người Thụy Sĩ thi đấu cho FC Zürich.